# Bad Saarow

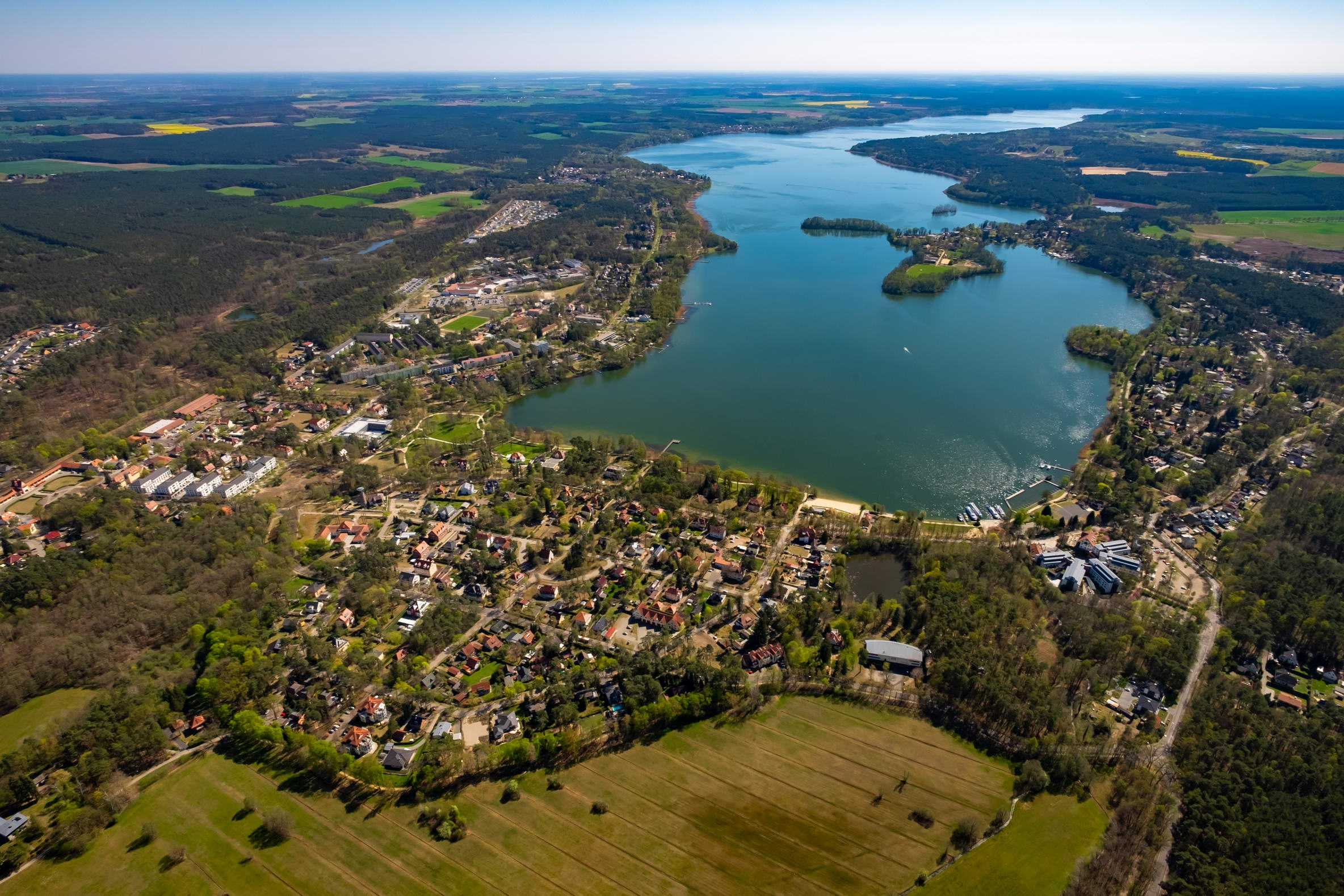
Bad Saarow und Scharmützelsee von Norden

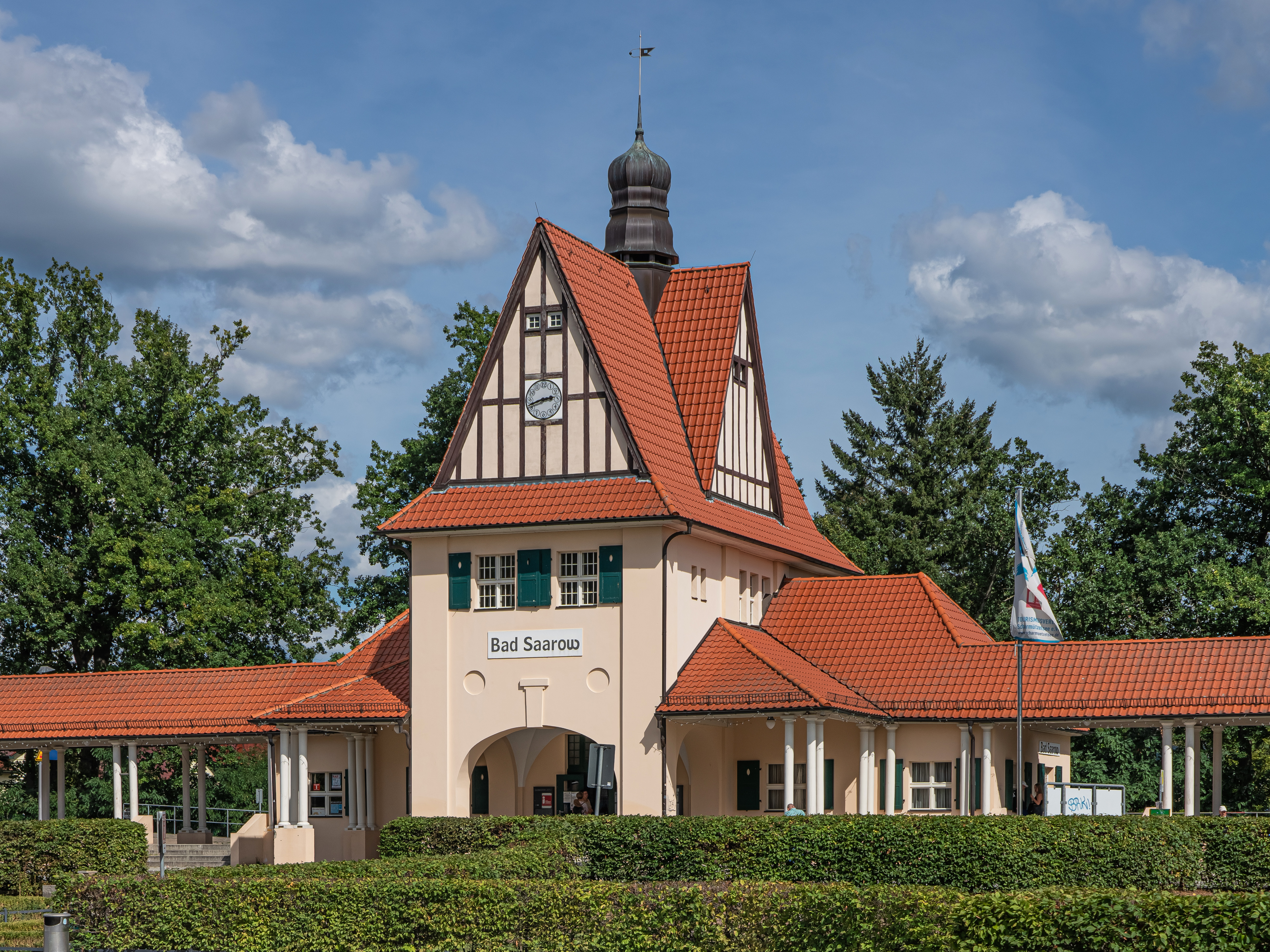
Bahnhof Bad Saarow

Bad Saarow (1923–1950 Bad Saarow, bis 1923 Saarow) ist eine amtsangehörige Gemeinde im Landkreis Oder-Spree im Land Brandenburg. Sie ist Verwaltungssitz des Amtes Scharmützelsee, dem weitere vier Gemeinden angehören.
Bekannt ist der Ort für seine Thermalquelle und den mineralreichen Schlamm, der schon um 1900 zur Kurierung von Hautkrankheiten diente. Seit 1923 trägt Saarow den amtlichen Titel „Bad“. 1998 wurde ein neues Thermalbad eröffnet.
Mit heute rund 6000 Einwohnern ist Bad Saarow die größte Gemeinde am Scharmützelsee.

## Geografie
Bad Saarow ist ein Thermalsole- und Moorheilbad und anerkannter Kurort am Scharmützelsee. Es liegt etwa 70 km südöstlich von Berlin. Bad Saarow ist durch seine waldreichen und parkähnlichen Grundstücke der Gründerjahre der Villenkolonie (ab 1906) nach einer Planung von Ludwig Lesser, Emil Kopp und Ernst Kopp gekennzeichnet.
Zwischenzeitlich hieß der Ort Bad Saarow-Pieskow, was im Zuge der Gemeindegebietsreform 2002 geändert wurde. Therme und Bahnhof liegen auf der Gemarkung des ehemaligen Ritterguts Pieskow.
Geologie
Der Ort liegt in und an den Rändern einer 25.000 bis 15.000 Jahre alten Schmelzwasserrinne der Weichseleiszeit (Frankfurter Stadium).

## Gemeindegliederung
Die heutige Gemeinde Bad Saarow besteht aus den historischen Feldmarken von Saarow, Pieskow (niedersorbisch Pěski), Neu Golm, Petersdorf und Silberberg.
Die Gemeinde hat neben dem Kernort, der aus Saarow, Pieskow und Silberberg besteht, laut Hauptsatzung zwei Ortsteile:
- Neu Golm (niedersorbisch Nowy Chółm[2])
- Petersdorf (niedersorbisch Pětšojce[2])

Innerhalb der Feldmarken liegen die Wohnplätze Am Dudel, Annenhof, Bad Saarow-Mitte, Bad Saarow-Strand, Dorf Saarow, Fuchsbau, Marienhöhe und Theresienhof.

## Geschichte
Die erste urkundliche Erwähnung Saarows datiert in das Jahr 1463. Damals erwarben die von Löschebrand das Dorf am Nordende des Scharmützelsees. Die von Löschebrand blieben bis 1862 Besitzer von Saarow und hatten hier auch eines ihrer Gutshäuser. Im Jahr 1774 hatten die Löschebrandschen Gutsdörfer Saarow, Pieskow und Silberberg am Scharmützelsee zusammen 225 Einwohner. Noch im Jahr 1881, als Theodor Fontane Saarow einen Besuch abstattete, gab es dort nur wenig zu sehen. In seinen Wanderungen durch die Mark Brandenburg schreibt er: „Wirklich in Saarow war nicht viel, und als ich mich genugsam davon überzeugt hatte, hielt ich mich auf den See zu“. Bis Ende des 19. Jahrhunderts waren Pieskow und Saarow wirtschaftlich schlecht gestellte Dörfer. 1905 wurde jedoch eine regelmäßige Dampfschifffahrtslinie auf dem Scharmützelsee eingerichtet. Das Gut Saarow wurde noch im selben Jahr an die Landbank AG in Berlin veräußert, die bereits in den Jahren 1907/08 eine Landhaus-Kolonie in der Seestraße errichten ließ, für die der bekannte Gartenarchitekt Ludwig Lesser die Pläne lieferte. Auch Pieskow war in den Besitz der Berliner Landbank AG gekommen.
In den Jahren 1908 bis 1909 wurde der Wasserturm mit einem 1000-Kubikmeter-Behälter errichtet und 1911 eine Badeanstalt eröffnet. 1912 wurde die Bahnstrecke Fürstenwalde–Beeskow mit den Bahnhöfen Saarow und Pieskow fertiggestellt. Das repräsentative, heute unter Denkmalschutz stehende Bahnhofsgebäude ist ein Werk des Berliner Architekten Emil Kopp. Am 7. August 1912 landete Viktor Hess mit einem Ballon in Pieskow, nachdem er während seiner Fahrt die „Höhenstrahlung“ entdeckt hatte (Nobelpreis für Physik 1936). Das Moorbad Saarow wurde 1914 als dreiflügelige Anlage ebenfalls durch Emil Kopp errichtet. Um diese Zeit entstand in Pieskow auch die Künstlerkolonie „Meckerndorf“, so benannt, da die Architekten die „meckernden“ Besitzer nicht zufriedenstellen konnten.
Max Rosengarten kaufte 1920 den Scharmützelsee von der Saarow-Pieskow Landhaus-Siedlung AG, einem 1913 gegründeten Tochterunternehmen der Landbank AG. Der Gutsbezirk Saarow erhielt 1923 den Zusatz Bad und wurde zur Gemeinde „Bad Saarow“.
Der Ort entwickelte sich in den „Goldenen Zwanzigern“ zum bevorzugten Erholungsort und Treffpunkt der Berliner Kultur- und Filmszene. Unter anderen erwarben hier Max Schmeling und Harry Liedtke (vgl. Persönlichkeiten) Anwesen und Seegrundstücke. Auch Maxim Gorki weilte zwischen 1922 und 1923 in Saarow zur Erholung.
Das Postgebäude und das Beamtenhaus wurden 1925 errichtet. Im Jahr 1927 wurde eine Chlor-Kalzium-Heilquelle in 175 m Tiefe erschlossen.
In den 1930er Jahren war der aufstrebende Kurort auch Austragungsort internationaler Schachturniere. Verbunden damit sind Namen wie Efim Bogoljubow und Heinz von Hennig.
Am 1. April 1938 wurden die Gemeinden Saarow, Pieskow und Teile von Neu Golm in Bad Saarow eingegliedert.
Während der Novemberpogrome 1938 wurde der nicht unerhebliche Besitz jüdischer Künstler und Filmstars am heutigen Karl-Marx-Damm durch Brandstiftung zerstört, anderer „herrenloser“ Besitz nach Emigration bzw. Deportation für NS-Größen beschlagnahmt.
Daran erinnern seit 2008 sogenannte „Stolpersteine“ des Künstlers Gunter Demnig.
In Bad Saarow existierte außerdem ein Stützpunkt der Luftwaffe, in dem an neuartigen Waffen geforscht wurde (vgl. Institut Ardenne). Von 1943 bis zum April 1945 mussten im Außenkommando Bad Saarow des KZ Sachsenhausen etwa 700 Häftlinge für SS-Stellen Bauarbeiten verrichten. Nach der Besetzung von Bad Saarow durch die Rote Armee am 25. April 1945 stellte sich Harry Liedtke am 28. April 1945 in seinem Haus schützend vor seine zweite Ehefrau, die Schauspielerin Christa Tordy (1904–1945), welche die plündernden Sowjetsoldaten vergewaltigen wollten. Daraufhin wurde er von diesen mit einer Bierflasche erschlagen. Nach dem Zweiten Weltkrieg zogen viele Vertriebene in den Ort. Im Jahre 1946 hatte Bad Saarow-Pieskow 2181 Einwohner, davon waren 50 % Vertriebene aus dem Osten.
Auf dem Johannes-R.-Becher-Platz wurde 1947 ein Mahnmal für die Opfer des Faschismus errichtet, das nach 1989 auf den Waldfriedhof versetzt wurde. Vor dem Friedhof befindet sich ein sogenannter Ehrenhain mit drei Mahnmalen. Der Erich-Weinert-Platz wurde 1950 als Freilichtbühne auf der Ruine des früheren Kurhaus Esplanade gestaltet.
Das Reichsbahnamt Frankfurt/Oder errichtete und unterhielt im Ort ein Betriebsferienlager für die Kinder seiner Betriebsangehörigen, die mit einem Sonderzug an den Ferienort transportiert wurden.
Zu Zeiten der DDR waren große Teile des Ortsgebietes fast 40 Jahre lang wegen militärischer Nutzung nicht frei zugänglich. Neben der GSSD der Sowjetarmee besaß auch die 1956 aufgestellte Nationale Volksarmee viele Anwesen. Zu ihnen gehörten das Gästehaus Freundschaft des Ministeriums für Nationale Verteidigung und das zentrale Armeelazarett, ab 1981 die Militärmedizinische Akademie (MMA) der NVA, wo zum Teil auch Dopingforschung der DDR stattfand.

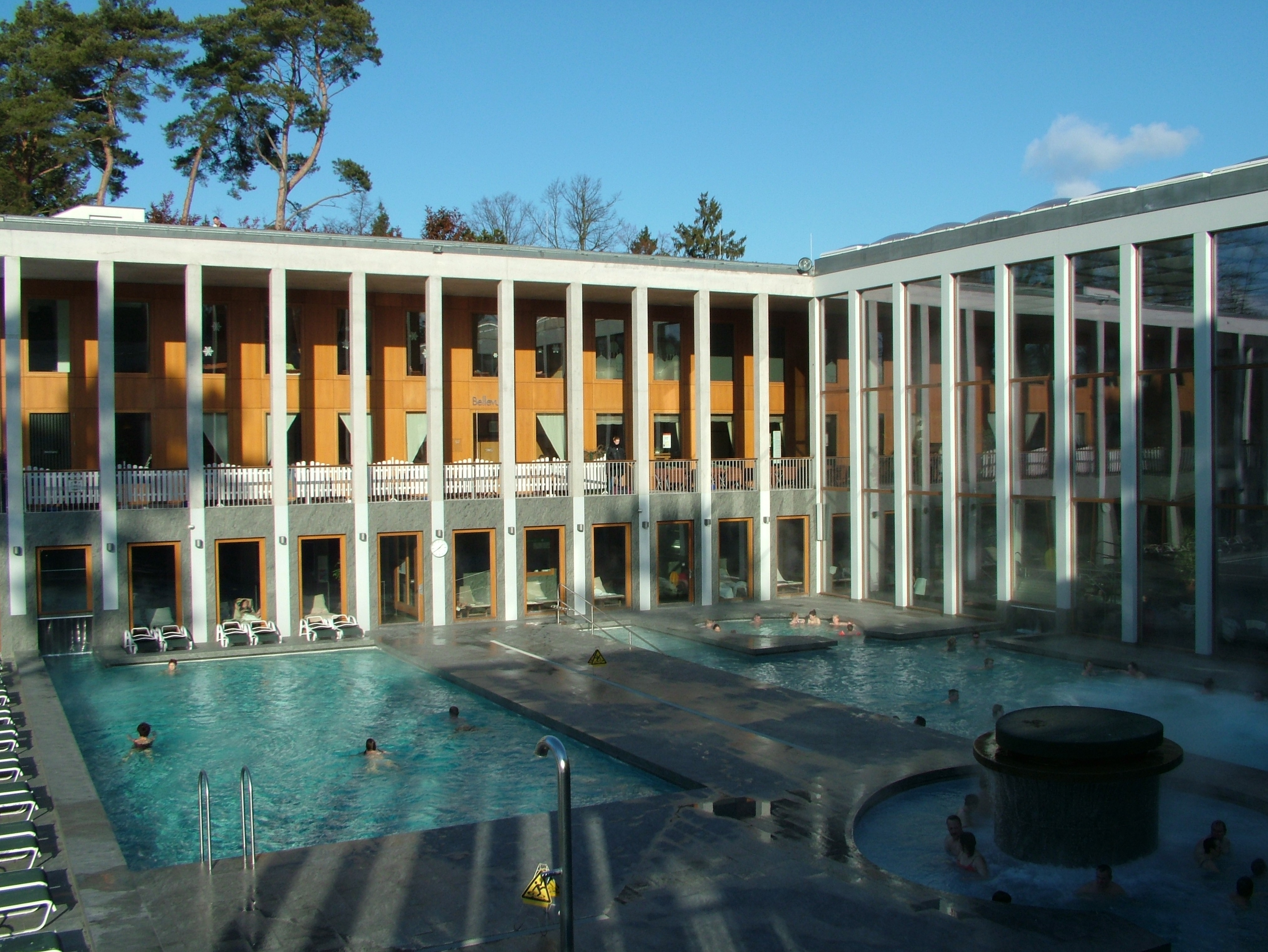
Bad Saarow Therme

1972 begann der Bau der Erdfunkstelle Neu Golm. Nach der Wende wurde 1989 erstmals das sowjetische Sanatorium für die Bevölkerung geöffnet. Die GUS-Truppen räumten im August 1994 das Sanatoriumsgelände auf Grund der Vereinbarungen des Zwei-plus-Vier-Vertrages. Noch heute sind Reste militärischer Nutzung erkennbar. Die Erdfunkstelle Neu Golm wurde 1996 stillgelegt.
Zum 50. Jahrestag der Sowjetunion eröffnete 1972 die „Maxim-Gorki-Gedenkstätte“ mit anschließender Bibliothek in der ehemaligen „Villa Putti“ in der Ulmenstraße 9. Die Gedenkstätte musste 1997 ausziehen, nachdem die Erben der rechtmäßigen Besitzer und Erbauer – die jüdische Bankiersfamilie Landsberg – ihren Besitz zurückerhalten hatten. An den sowjetischen Schriftsteller erinnert heute noch die Grund- und Oberschule im Ort, die seinen Namen trägt. Auf dem Schulhof steht ein von Gerhard Goßmann gestaltetes Denkmal aus Meißener Kacheln von 1968. Es zeigt den Dichter umgeben von Kindern.

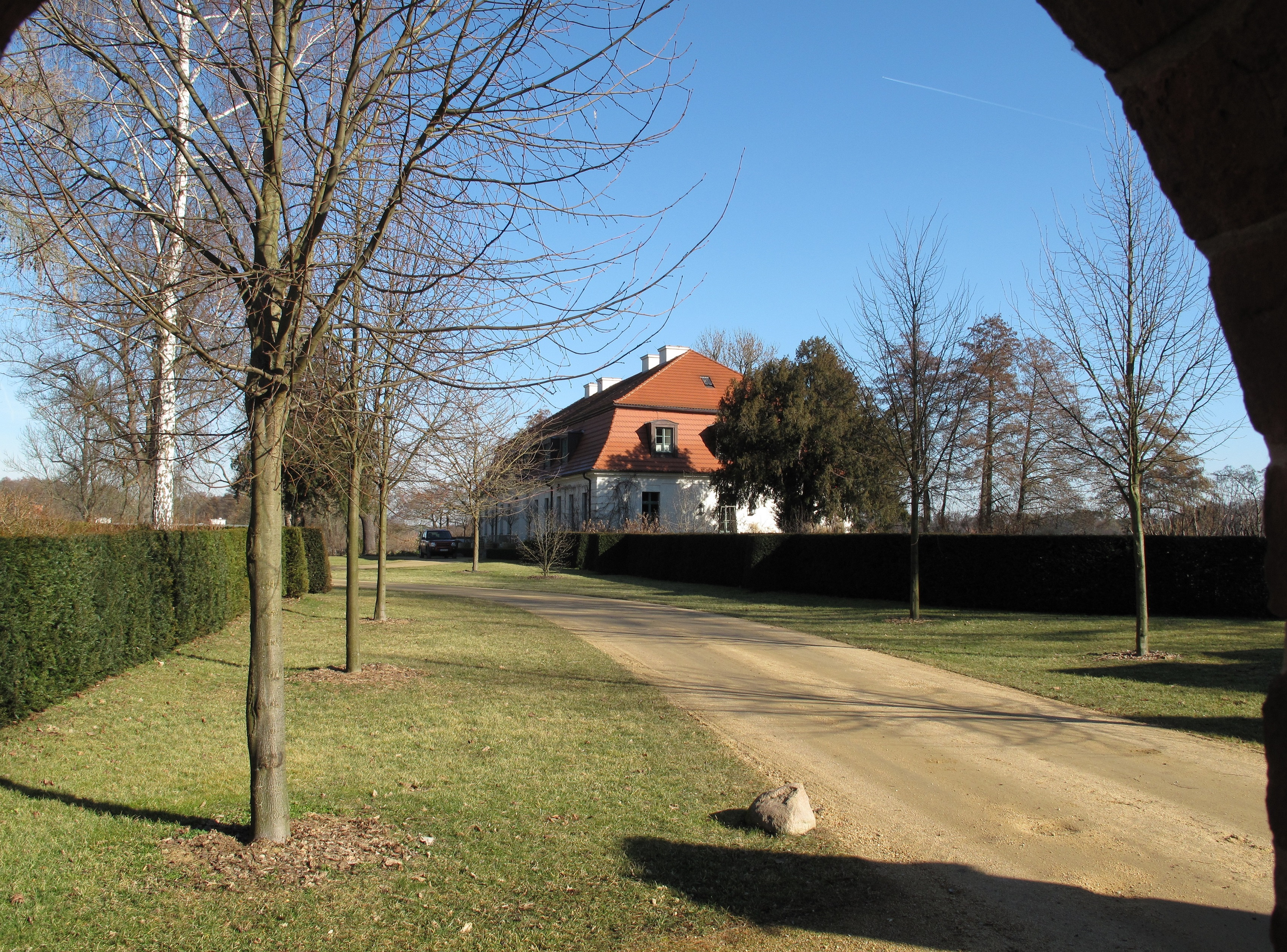
Eibenhof

Bad Saarow bekam 1998 die unbefristete staatliche Anerkennung als Heilbad. Die neue SaarowTherme wurde eröffnet. Aus dem ersten „Kultursommer Bad Saarow“ unter der Regie des Kurort-Fördervereins entstand 2002 der KUNSTraum Saarow. Seit 2003 besteht ein gemeinnütziger Verein, der seitdem über 100 Ausstellungen mit regionalen, nationalen und internationalen Künstlern ausgerichtet hat. Die kleine Galerie befindet sich im ehemaligen Saarower Postamt an der Ulmenstraße 17. Im Jahr 2004 begannen die Sanierungsarbeiten an der denkmalgeschützten Gutsanlage auf der Saarower Halbinsel im Scharmützelsee, dem sogenannten „Eibenhof“.
Mit Wirkung zum 31. Dezember 2002 wurde der Name der Gemeinde von Bad Saarow-Pieskow in Bad Saarow geändert. Bad Saarow wurde 2011 von der Initiative ServiceQualität Deutschland des Deutschen Tourismusverbandes als Qualitäts-Stadt ausgezeichnet.
Verwaltungszugehörigkeit
Bad Saarow und seine heutigen Ortsteile gehörten von 1836 bis 1950 zum Kreis Beeskow-Storkow in der preußischen Provinz Brandenburg (von 1947 bis 1950/1952 im Land Brandenburg). Am 1. Juli 1950 wurde es mit Pieskow zur neuen Gemeinde Bad Saarow-Pieskow zusammengeschlossen. Von 1952 bis 1990 zum Kreis Fürstenwalde im DDR-Bezirk Frankfurt (Oder). Von 1990 bis 1993 war der Landkreis Fürstenwalde ein Teil des wiedergegründeten Landes Brandenburg. Seit dem 6. Dezember 1993 gehört die Gemeinde zum Landkreis Oder-Spree.
Mit dem Beginn der Ämterverwaltung 1992 in Brandenburg schloss sich Bad Saarow-Pieskow mit acht anderen Gemeinden zum Amt Scharmützelsee zusammen und wurde Sitz des Amtes.
Neu Golm und Petersdorf wurden zum 31. Dezember 2002 in die Gemeinde Bad Saarow eingegliedert und sind nun Ortsteile mit jeweils eigenem Ortsbeirat, bestehend aus jeweils drei Mitgliedern.

## Bevölkerungsentwicklung
| Jahr | Einwohner |
| ---- | --------- |
| 1875 | 0 502     |
| 1890 | 0 534     |
| 1910 | 0 566     |
| 1925 | 1 267     |
| 1933 | 1 319     |
| 1939 | 2 467     |

| Jahr | Einwohner |
| ---- | --------- |
| 1946 | 2 181     |
| 1950 | 2 994     |
| 1964 | 3 331     |
| 1971 | 3 533     |
| 1981 | 3 719     |
| 1985 | 3 788     |

| Jahr | Einwohner |
| ---- | --------- |
| 1990 | 3 937     |
| 1995 | 3 897     |
| 2000 | 3 922     |
| 2005 | 4 793     |
| 2010 | 4 867     |
| 2015 | 5 251     |

| Jahr | Einwohner |
| ---- | --------- |
| 2020 | 6 069     |
| 2021 | 6 184     |
| 2022 | 6 283     |
| 2023 | 6 402     |
| 2024 | 6 340     |

Gebietsstand des jeweiligen Jahres, Einwohnerzahl: Stand 31. Dezember (ab 1991), ab 2011 auf Basis des Zensus 2011, ab 2022 auf Basis Zensus 2022

## Politik

### Gemeindevertretung
Die Gemeindevertretung von Bad Saarow besteht aus 18 Mitgliedern und dem ehrenamtlichen Bürgermeister. Die Kommunalwahl am 9. Juni 2024 führte bei einer Wahlbeteiligung von 68,3 % zu folgendem Ergebnis:
| Partei / Wählergruppe                   | Stimmenanteil 2019 | Sitze 2019 |        | Stimmenanteil 2024 | Sitze 2024 |
| --------------------------------------- | ------------------ | ---------- | ------ | ------------------ | ---------- |
| Pro Bad Saarow                          | –                  | –          | 23,2 % | 4                  |            |
| CDU                                     | 22,3 %             | 4          | 22,5 % | 4                  |            |
| Freie Wählergemeinschaft Scharmützelsee | 18,7 %             | 3          | 20,3 % | 4                  |            |
| Die Linke                               | 25,0 %             | 5          | 16,2 % | 3                  |            |
| Demokratie.direkt                       | 07,9 %             | 1          | 06,4 % | 1                  |            |
| SPD                                     | 04,1 %             | 1          | 04,9 % | 1                  |            |
| FDP                                     | 05,9 %             | 1          | 04,4 % | 1                  |            |
| Einzelbewerber Frank Pritzsche          | –                  | –          | 02,2 % | –                  |            |
| Bündnis 90/Die Grünen                   | 05,7 %             | 1          | –      | –                  |            |
| Einzelbewerberin Susann Rolle           | 05,5 %             | 1          | –      | –                  |            |
| Bürger für Bürger                       | 04,9 %             | 1          | –      | –                  |            |
| Insgesamt                               | 100 %              | 18         | 100 %  | 18                 |            |

### Bürgermeister
- 1998–2003: Axel Walter (parteilos)[21]
- 2003–2013: Gerlinde Stobrawa (PDS/Die Linke)[22]
- 2013–2014: Susann Rolle (CDU)[23]
- 2014–2019: Anke Hirschmann (Demokratie.direkt)[24]
- 2019–2024: Axel Hylla (Die Linke)
- seit 2024: Christian Schroeder (CDU)

Hylla wurde in der Bürgermeisterstichwahl am 16. Juni 2019 mit 53,4 % der gültigen Stimmen gewählt.
Schroeder wurde in der Bürgermeisterstichwahl am 30. Juni 2024 mit 55,7 % der gültigen Stimmen zu seinem Nachfolger gewählt. Seine Amtszeit beträgt fünf Jahre.

## Sehenswürdigkeiten und Kultur

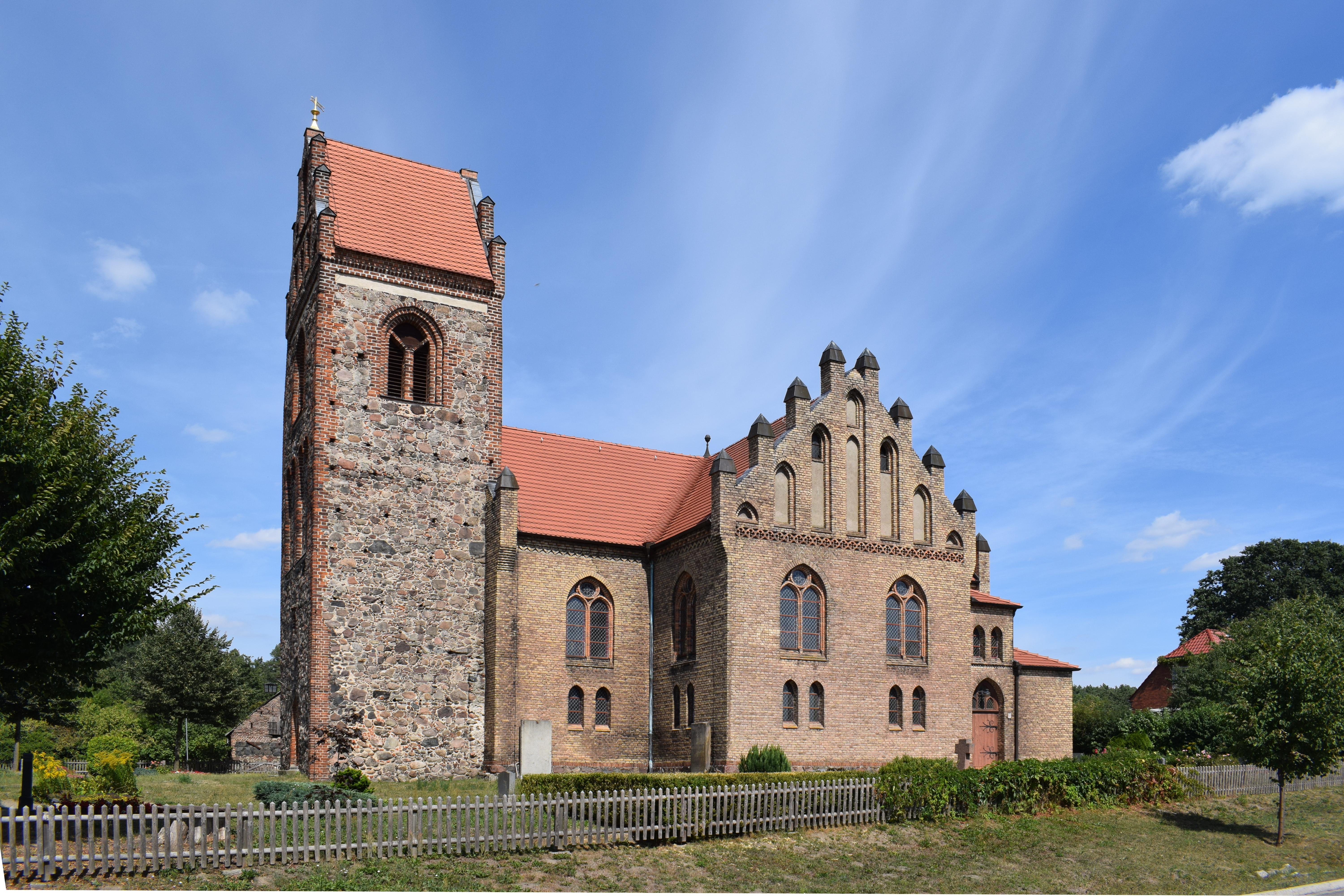
Dorfkirche Neu Golm

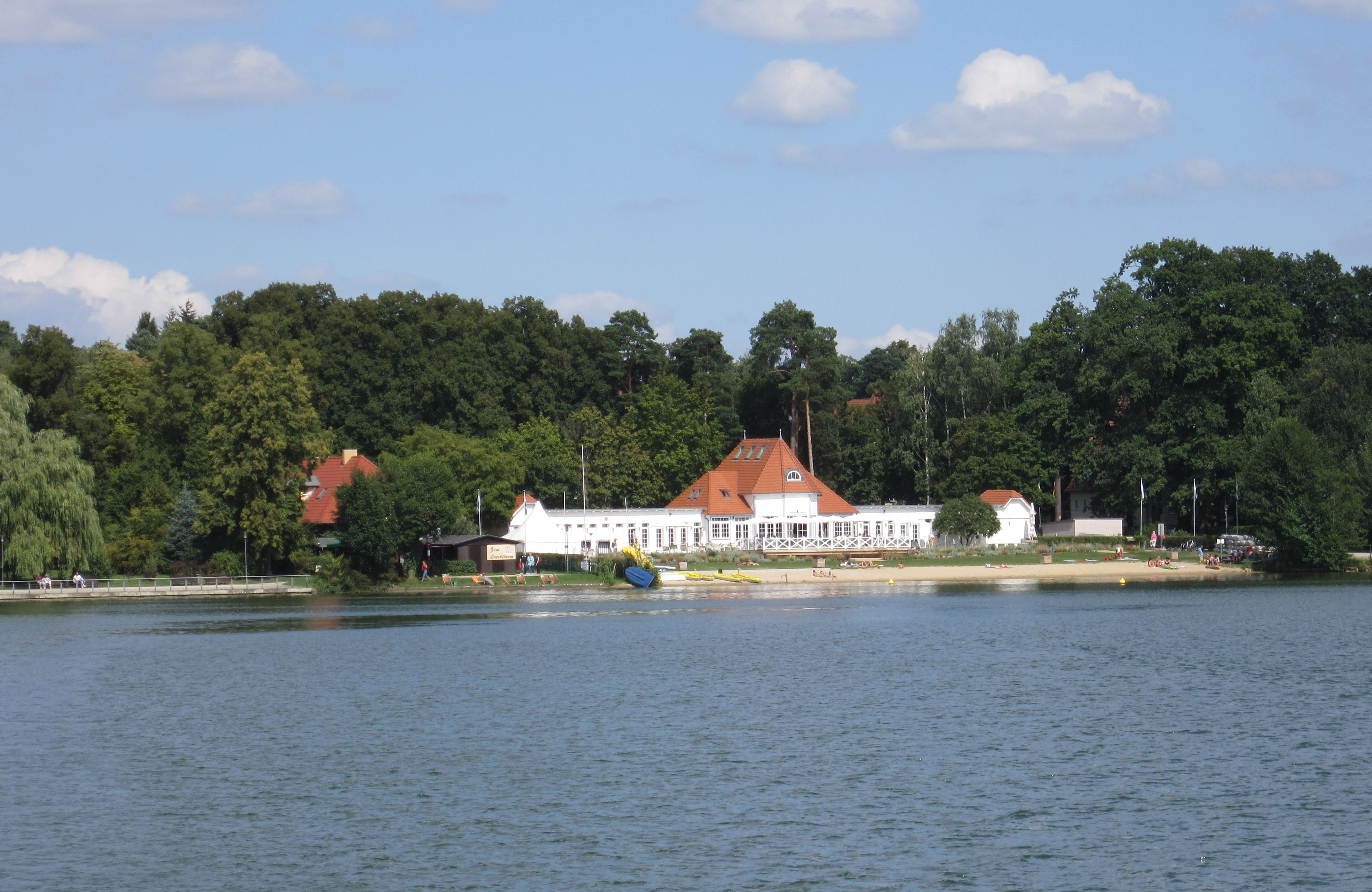
Seebad

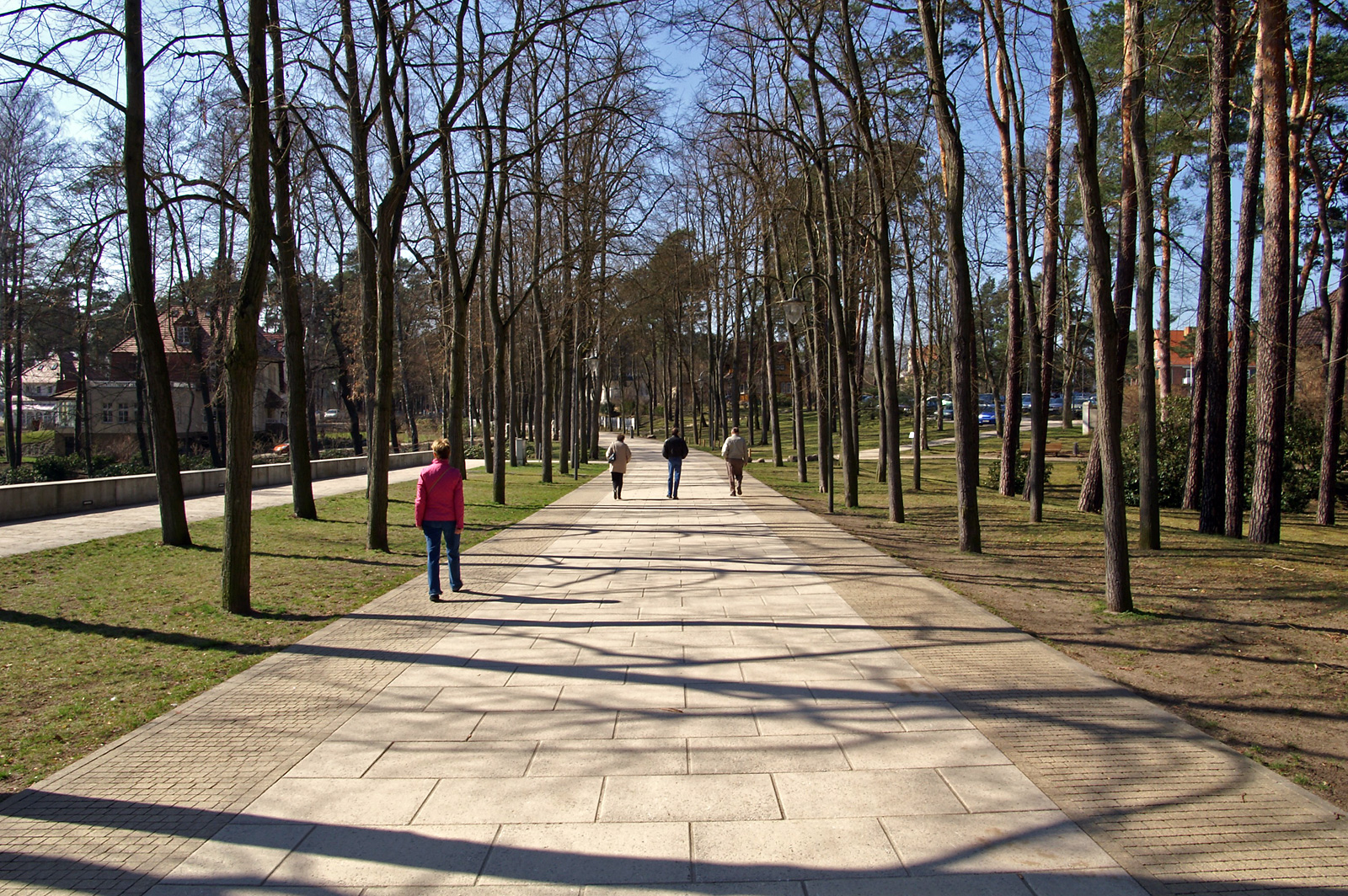
Kurpark

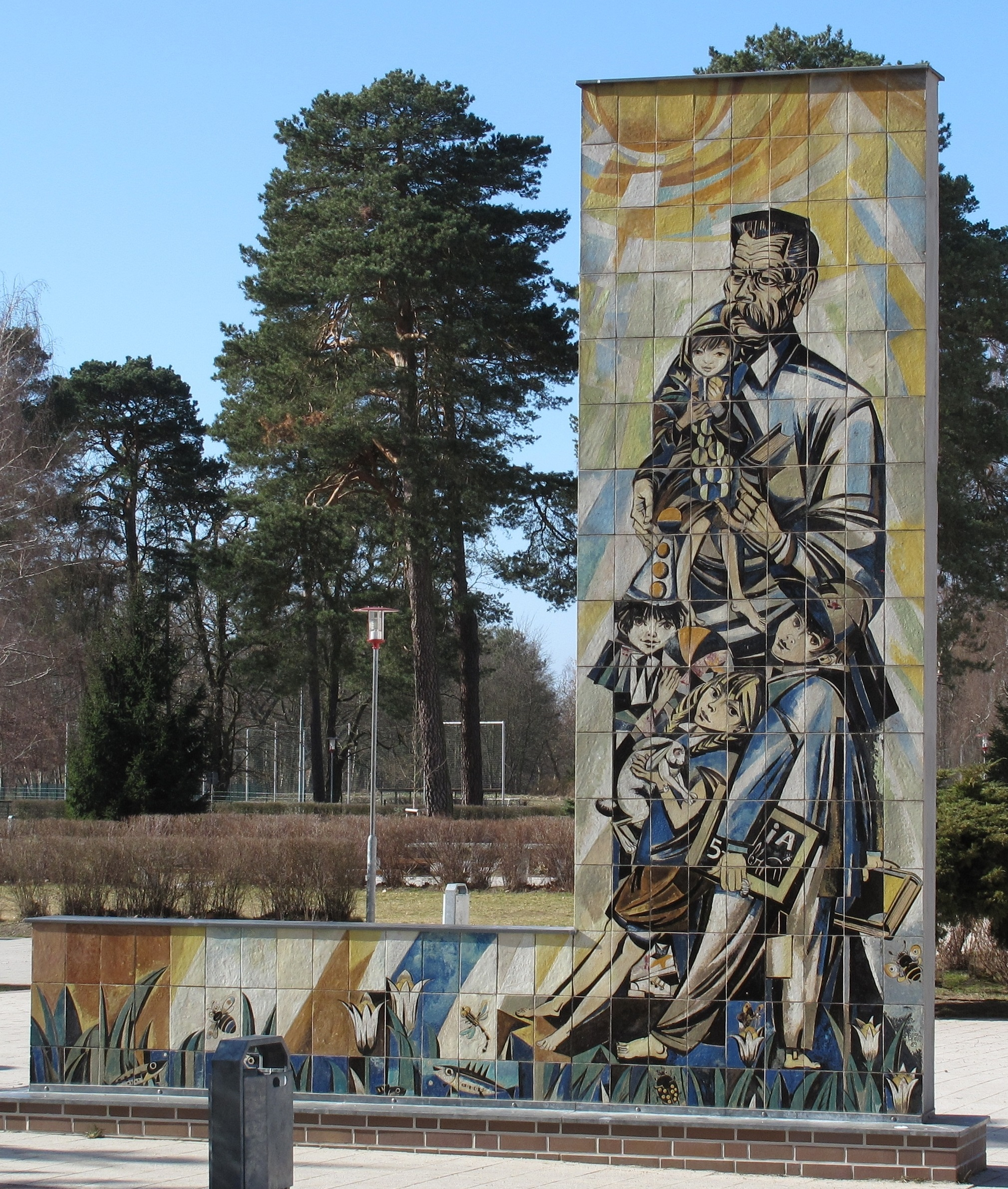
Maxim-Gorki-Stele

- Die Evangelische Kirche wurde im Jahr 1922 eingeweiht und geht auf einen Entwurf Emil Kopps zurück. In der Kirche heiratete am 22. Juli 1933 Max Schmeling seine Verlobte Anny Ondra. In der Altarwand sind Glasfenster eingelassen, die die vier Evangelisten zeigen.
- Die Dorfkirche Neu Golm ist ein neogotischer Backsteinbau, der kreuzförmig ausgeführt wurde. Die Kirchenausstattung wurde teilweise von einem Vorgängerbau übernommen.
- In der Nähe von Neu Golm befindet sich eine ehemalige Erdfunkstelle, deren Wahrzeichen das zylindrische Betriebsgebäude ist, auf dessen Dach eine frei schwenkbare Parabolantenne mit zwölf Metern Durchmesser steht. Daneben existiert eine Parabolantenne mit elf Metern Durchmesser. Sie war bis 1996 in Betrieb; zurzeit werden das Grundstück und das Gebäude durch ein Unternehmen genutzt.
- Seit 2002 gibt es in Bad Saarow den KUNSTraum Saarow e. V., eine Galerie mit wechselnden Kunstausstellungen nationaler und internationaler Künstler, Lesungen und literarisch-musikalischen Veranstaltungen. Seit 2008 befindet sich der KUNSTraum Saarow am Bahnhof Bad Saarow.
- Die 1954 gegründete SG Scharmützelsee in der Bucht von Dorf Saarow ist mit über 200 Mitgliedern der größte Seglerverein in Brandenburg.
- Im Scharmützelsee liegen zwei Inseln, der Große Werl und der kleine Werl, welcher von Kormoranen bewohnt wird
- Maxim-Gorki-Denkmal aus Meißener Kacheln von Gerhard Goßmann (1968)

## Wirtschaft und Infrastruktur

### Verkehr
- Bad Saarow liegt an den Landesstraßen L 34 (Fürstenwalde–Glienicke) und L 412 (Storkow–Bad Saarow). Zehn Kilometer nördlich befindet sich die Anschlussstelle Fürstenwalde-West der Autobahn 12, die von Berlin nach Frankfurt (Oder) führt.
- Auf der Bahnstrecke Fürstenwalde–Beeskow verkehrt die Regionalbahnlinie RB 35 zwischen Fürstenwalde (Spree) und Bad Saarow-Pieskow. Bis 1998 endete diese Strecke in Beeskow. Am 24. Oktober 2011 wurde der neue Haltepunkt Bad Saarow Klinikum eröffnet, am 12. Dezember 2021 der Haltepunkt Bad-Saarow-Pieskow. Der Ort verfügt nun mit Bad Saarow, Bad Saarow Klinikum und Bad Saarow-Pieskow über drei Bahnstationen.[28]
- Auf dem Scharmützelsee verkehrt eine Schifffahrtslinie zwischen Bad Saarow und Wendisch-Rietz. Über Schleusen und Kanäle besteht eine Wasserstraßenverbindung zur Spree.

### Medizinische Einrichtungen
- Helios Klinikum Bad Saarow, Nachfolgeeinrichtung der Militärmedizinischen Akademie Bad Saarow mit 17 Fachabteilungen

## Persönlichkeiten

### Söhne und Töchter der Gemeinde
- Karl Franke (1894–1952), Typograf, in Silberberg geboren
- Jörg Schönbohm (1937–2019), Generalleutnant der Bundeswehr, 1999–2009 Innenminister des Landes Brandenburg, in Neu Golm geboren
- Cornelia Ernst (* 1956), Politikerin (Die Linke)
- André Rosenthal (* 1956), Molekularbiologe
- Marienetta Jirkowsky (1962–1980), Todesopfer an der Berliner Mauer
- Frank Jung (* 1964), Heraldiker
- Babette Kuschel (* 1965), Schauspielerin
- Axel Schulz (* 1968), Boxer
- Marco Swibenko (* 1971), Eishockeyspieler
- Gunar Kirchbach (* 1971), Kanute, Olympiasieger
- Vivien Schneider (geb. Kussatz) (* 1972), Seglerin
- Julia Schoch (* 1974), Schriftstellerin und Übersetzerin
- Antje Widdra (* 1974), Schauspielerin
- Sebastian Achilles (* 1980), Schauspieler
- Janine Theisen (* 1980), Schauspielerin und Stuntfrau
- Nadine Heidenreich (* 1981), Schauspielerin
- Mathias Stumpf (* 1986), Radsportler
- Jennifer Voss (* 1986), Fußballspielerin
- Isabel Cademartori (* 1988), Politikerin (SPD), seit 2021 Mitglied des Deutschen Bundestages
- Franziska Mietzner (* 1988), Handballspielerin
- Robert Schramm (* 1989), Volleyballspieler
- Steffi Landerer (* 1990), Fernsehdarstellerin und Sängerin
- Vincent Krüger (* 1991), Schauspieler
- Nemi El-Hassan (* 1993), Journalistin, muslimische Aktivistin
- Kevin Andreas Teller (* 1997), Influencer
- Linda Kummer (* 1999), Schauspielerin

### Mit der Gemeinde verbundene Persönlichkeiten

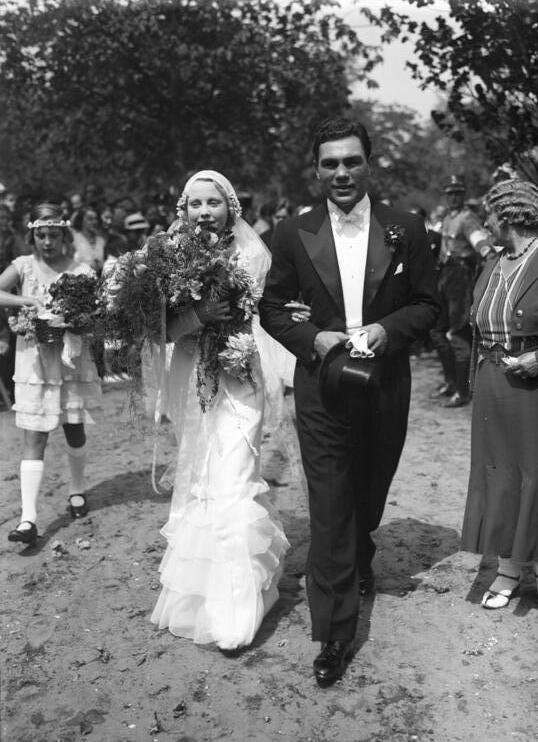
Brautpaar Max Schmeling und Anny Ondra in Bad Saarow, 1933

- Xaver Scharwenka (1850–1924), Komponist, Klaviervirtuose, Musikpädagoge
- Georg Michaelis (1857–1936), Reichskanzler und preußischer Ministerpräsident
- Carl Ludwig Schleich (1859–1922), Arzt, Schriftsteller
- Otto Tetens (1865–1945), Astronom, lebte in Saarow
- Maxim Gorki (1868–1936), Schriftsteller, hielt sich von September 1922 bis Juni 1923 in Bad Saarow zur Erholung auf
- Ludwig Lesser (1869–1957), Landschaftsarchitekt, Planer der Villenkolonie Saarow
- Gustav Hochstetter (1873–1944), Schriftsteller und Dichter. Redakteur der „Lustigen Blätter“, lebte von 1937 bis 1942 im Ortsteil Pieskow
- Harry Liedtke (1882–1945), Schauspieler, lebte in Saarow
- Wilhelm Wagner (1887–1968), Maler und Grafiker, lebte seit 1922, mit Unterbrechung von 1945 bis 1948, in Bad Saarow
- Josef Thorak (1889–1952), Bildhauer der NS-Zeit, lebte in den 1930er Jahren in Bad Saarow
- Käthe Dorsch (1890–1957), Schauspielerin, Partnerin Harry Liedtkes, lebte bis 1927 in Saarow, später bestattet in Pieskow
- Ernst Kopp (1890–1962), Architekt für Saarow
- Hans H. Zerlett (1892–1949), Drehbuchautor und Regisseur, lebte von 1938 bis 1946 in Bad Saarow
- Hermann Schlingensiepen (1896–1980), evangelischer Theologe, ab 1923 Pastor in Bad Saarow
- Hans Rehberg (1901–1963), Schriftsteller und Dramatiker, wohnte ab 1935 in der Pieskower Künstlerkolonie „Meckerndorf“
- Anny Ondra (1902–1987), Schauspielerin, Partnerin Max Schmelings, lebte und heiratete in Bad Saarow
- Christa Tordy (1904–1945), Schauspielerin, lebte in Bad Saarow
- Max Schmeling (1905–2005), Boxer, lebte und heiratete in Bad Saarow

Nach 1945:
- Maximilian Rosenberg (1885–1969), Arzt, Schriftsteller, Musik- und Theaterkritiker, Arzt in Bad Saarow ab 1953
- Johannes R. Becher (1891–1958), Schriftsteller, Kulturminister der DDR, Gründer und 1. Präsident des Kulturbundes der DDR; Sommerhäuschen („Traumgehäuse“) in Bad Saarow
- Heinz Hoffmann (1910–1985), von 1960 bis 1985 Minister für Nationale Verteidigung der DDR mit Sommergrundstück am Karl-Marx-Damm 77
- Gerhard Goßmann (1912–1994), Graphiker und Illustrator, lebte in Bad Saarow
- Waldemar Verner (1914–1982), Admiral und stellv. Minister für Nationale Verteidigung der DDR, lebte in den 1970er Jahren in Bad Saarow
- Fritz Geißler (1921–1984), Komponist, lebte in Bad Saarow
- Hans Rudolf Gestewitz (1921–1998), Mediziner, Chefarzt des Lazaretts ab 1960, später Chefarzt und Leiter der Militärmedizinischen Akademie der NVA
- Götz R. Richter (1923–2016), Schriftsteller, lebte in Bad Saarow
- Hans Joachim Schädlich (* 1935), Schriftsteller, besuchte in Saarow die Schule
- Annerose Schmidt (1936–2022), Pianistin und ehemalige Rektorin der Hochschule für Musik „Hanns Eisler“ Berlin, lebte in Bad Saarow
- Gertrud Zucker (* 1936), Illustratorin und Grafikerin, lebt seit 1960 in Bad Saarow
- Gerlinde Stobrawa (1949–2024), brandenburgische Landespolitikerin, 2003–2013 ehrenamtliche Bürgermeisterin in Bad Saarow
- Rainer Wolter (* 1959), Koch, Küchenchef in Bad Saarow
- Andrea Kutsch (* 1967), Unternehmerin, Gründerin der Andrea Kutsch Akademie in Bad Saarow